# El Platanar, Xalpatláhuac
El Platanar är en ort i Mexiko.   Den ligger i kommunen Xalpatláhuac och delstaten Guerrero, i den sydöstra delen av landet, 230 km söder om huvudstaden Mexico City. El Platanar ligger 1 538 meter över havet och antalet invånare är 707.
Terrängen runt El Platanar är kuperad. Runt El Platanar är det ganska tätbefolkat, med 56 invånare per kvadratkilometer. Närmaste större samhälle är Tlapa de Comonfort, 9,8 km nordväst om El Platanar. I omgivningarna runt El Platanar växer huvudsakligen savannskog.